# پاتریک ویلیامز (تنظیم‌کننده)
پاتریک ویلیامز (انگلیسی: Patrick Williams؛ زادهٔ ۲۳ آوریل ۱۹۳۹ - درگذشته ۲۵ ژوئیهٔ ۲۰۱۸) یک آهنگساز، تنظیم‌کننده، رهبر ارکستر اهل ایالات متحده آمریکا بود. از فیلم‌های او می‌توان به ماچو کالاهان اشاره کرد.